# District de Nosy Boraha
Le district de Nosy Boraha est un district de la région d'Analanjirofo, situé dans le Nord-Est de Madagascar, elle est constituée uniquement par l'île Sainte-Marie et sa commune.